# Liste des aires marines protégées
De par le monde, les aires marines protégées sont des zones protégées par la loi ou par d'autres moyens visant à préserver une partie ou l'entièreté de l'environnement, et possédant au moins une partie marine.
On assiste selon François Féral à une  « extension récente de la taille des aires marines protégées : une progression des surfaces inversement proportionnelle à leur normativité ».

## Europe et Atlantique Nord

### Haute mer
En 2010, les représentants de 15 pays européens réunis à Bergen (près d'Oslo, en Norvège) par la Convention internationale OSPAR ont décidé de créer six aires marines protégées en eaux profondes de l'Atlantique, sur environ 285 000 km2. Deux zones se trouvent au-delà de la zone de juridiction nationale. La partie nord de la zone de fracture de Charlie Gibbs n'a pas été déclarée comme Aire Marine Protégée contrairement à ce qui avait été proposé, principalement à cause des réticences de l'Islande (la zone se trouvant sur son plateau continental).
| Dénomination                                                    | Catégorie        | Pays & Région                   | Numéro Wdpa | Classification IUCN | Superficie  | Création |
| --------------------------------------------------------------- | ---------------- | ------------------------------- | ----------- | ------------------- | ----------- | -------- |
| AMP de la zone de fracture Charlie Gibbs                        | AMP de haute mer | Haute mer                       |             |                     | 285 000 km2 | 2010     |
| AMP des monts sous-marins Miln                                  | AMP de haute mer | Haute mer                       |             |                     | 285 000 km2 | 2010     |
| AMP de haute mer du Mont sous-marin Altair                      | AMP de haute mer | Plateau continental du Portugal |             |                     | 285 000 km2 | 2010     |
| AMP de haute mer de la dorsale médio-atlantique nord des Açores | AMP de haute mer | Plateau continental du Portugal |             |                     | 285 000 km2 | 2010     |
| AMP de haute mer du Mont sous-marin Antialtair                  | AMP de haute mer | Plateau continental du Portugal |             |                     | 285 000 km2 | 2010     |
| AMP de haute mer du Mont sous-marin Josephine                   | AMP de haute mer | Plateau continental du Portugal |             |                     | 285 000 km2 | 2010     |
| AMP du courant Atlantique Nord et du mont sous-marin Evlanov    |                  | Haute mer                       |             |                     | 600 000 km2 | 2021     |

### Golfe de Gascogne et côtes ibériques
Le projet MAIA (Marine protected Area In the Atlantic arc) rassemble des partenaires britanniques, français, espagnols et portugais dans le cadre d'un projet de coopération sur la façade atlantique consacré aux aires marines protégées. Organisé sur 3 ans (entre 2010 et 2012), il a eu pour but de partager les expériences à propos des outils de gestion et de rechercher des méthodologies permettant d'améliorer la participation de toutes les parties prenantes au travers de plusieurs ateliers,.
La liste des aires marines protégées de l'arc Atlantique est disponible en ligne. Chaque AMP a sa propre fiche avec des informations sur son identité, les espèces et habitats présents, la gouvernance, le plan de gestion, la réglementation, etc. De plus, le site permet la visualisation du réseau d'AMP grâce un outil de cartographie dynamique.
| Dénomination                                          | Catégorie                   | Pays & Région  | Numéro Wdpa | Classification IUCN | Superficie | Création |
| ----------------------------------------------------- | --------------------------- | -------------- | ----------- | ------------------- | ---------- | -------- |
| Réserve naturelle nationale de la Baie de l'Aiguillon | Réserve naturelle nationale | France, Vendée | 6301        | IV                  | 23 km2     | 1996     |

### Mer celtique
| Dénomination                         | Catégorie          | Pays & Région    | Numéro Wdpa | Classification IUCN | Superficie | Création |
| ------------------------------------ | ------------------ | ---------------- | ----------- | ------------------- | ---------- | -------- |
| Parc naturel marin d'Iroise          | Parc naturel marin | France, Bretagne | 388659      | V                   | 3 550 km2  | 2007     |
| Réserve naturelle nationale d'Iroise | Réserve naturelle  | France, Bretagne | 62713       | IV                  |            | 1992     |

### Manche
Entre 2012 et 2015, le projet PANACHE vise à mettre en cohérence le réseau d'aires marines protégées des deux côtés de la Manche 
| Dénomination                                                                  | Catégorie                           | Pays & Région             | Numéro Wdpa | Classification IUCN | Superficie | Création |
| ----------------------------------------------------------------------------- | ----------------------------------- | ------------------------- | ----------- | ------------------- | ---------- | -------- |
| Plymouth Sound and Estuaries                                                  | Site of Community Importance        | Royaume-Uni, Devon        | 555535780   | /                   | 6387 ha    | 1996     |
| Tamar Estuaries Complex                                                       | Special Protection area             |                           | 555541823   |                     |            |          |
| Fal and Helford                                                               | Site of Community Importance        | Royaume-Uni, Cornouailles | 555535781   | /                   | 6363 ha    | 1996     |
| Lower Fal & Helford Intertidal                                                | Site of Special Scientific Interest | Royaume-Uni, Cornouailles | 169971      | IV                  | 263,51 ha  | 1997     |
| Chesil & The Fleet                                                            | Site of Special Scientific Interest | Royaume-Uni, Dorset       | 138144      | IV                  |            | 1986     |
| Chesil & The Fleet                                                            | Zone de protection spéciale         | Royaume-Uni, Dorset       | 555541819   | /                   |            | 1985     |
| Chesil & The Fleet                                                            | Site of Community Importance        | Royaume-Uni, Dorset       | 555535856   | /                   |            | 1996     |
| Start Point to Plymouth Sound and Eddystone                                   |                                     |                           |             |                     |            |          |
| Studland to Portland                                                          |                                     |                           |             |                     |            |          |
| Lyme Bay and Torbay                                                           | Site of Community Importance        | Royaume-Uni, Dorset       | 555536247   | /                   |            | 2010     |
| Lizard Point                                                                  | Site of Community Importance        | Royaume-Uni, Cornouailles | 555536249   | /                   |            | 2010     |
| Exe Estuary                                                                   | Special Protection Area             |                           | 555541818   |                     |            |          |
| Exe Estuary                                                                   | Site of Special Scientific Interest |                           | 137737      |                     |            |          |
| Réserve naturelle des Sept-Îles                                               | Réserve naturelle nationale         | France, Bretagne          | 4052        | IV                  | 3,2 km2    | 1976     |
| Réserve Naturelle de la Baie de Saint-Brieuc (et Zone de Protection Spéciale) | Réserve naturelle nationale         | France, Bretagne          | 178260      | IV                  | 11,4 km2   | 1998     |
| Réserve naturelle du Domaine de Beauguillot                                   |                                     |                           | 106713      |                     |            |          |
| Réserve naturelle de l'Estuaire de la Seine                                   |                                     |                           | 147294      |                     |            |          |
| Réserve naturelle de la Baie de Somme                                         |                                     |                           | 106722      |                     |            |          |
| Parc naturel marin des estuaires picards et de la mer d'Opale                 |                                     |                           | 147294      |                     |            |          |
| Réserve naturelle nationale de la Falaise du Cap-Romain                       |                                     |                           | 39789       |                     |            |          |
| Archipel de Chausey                                                           | Natura 2000 en mer                  | France, Manche            | 193356      |                     | 50 km2     |          |

### Mer du Nord
En mars 2002, la 5e Conférence sur la Protection de la Mer du Nord a adopté la déclaration de Bergen, y compris les mesures de suivi concernant les aires marines protégées. Les ministres des pays de la Mer du Nord sont convenus que, pour 2010, plusieurs zones de la mer du Nord seront « désignées Zones maritimes protégées, appartenant à un réseau de sites bien gérés, sauvegardant les espèces menacées ou en déclin, les habitats et les fonctions de l'écosystème, ainsi que les zones qui représentent le mieux la gamme de caractéristiques, écologiques et autres, présentes dans la zone OSPAR ».
| Dénomination                                                       | Catégorie                         | Pays & Région      | Numéro Wdpa      | Classification IUCN | Superficie                         | Création |
| ------------------------------------------------------------------ | --------------------------------- | ------------------ | ---------------- | ------------------- | ---------------------------------- | -------- |
| Baie de Heist contenue dans la Zone de Protection Spéciale 3       | Réserve naturelle régionale       | Belgique, Flandres |                  |                     | 6,76 km2 (ZPS de 50,95 km2)        | 1997     |
| Réserve naturelle de l'estuaire de l'Yser (Ijzermonding)           | Réserve naturelle régionale       | Belgique, Flandres |                  |                     | 1 km2                              | 1999     |
| Parc naturel du Zwin                                               | Parc naturel                      | Belgique, Flandres | 4800             | IV                  | 1,25 km2 (dans les 5,3 km2 Ramsar) | 1952     |
| Réserve naturelle du Groot Buitenschoor et du Galgenschoor         | Réserve naturelle privée          | Belgique, Flandres | 4810             | IV                  | 2,61 km2                           | 1985     |
| Parc national de l'Escaut occidental                               | Parc national                     | Pays-Bas           | 331637           | II                  | 379,88 km2                         | 2002     |
| Parc national des dunes de Texel                                   | Parc national                     | Pays-Bas           | 331442           | II                  | 46,85 km2                          | 2002     |
| Réserve naturelle de Griend                                        | Réserve naturelle                 | Pays-Bas           | 330985           | IV                  | 1 km2                              |          |
| Réserve naturelle de Dollar                                        | Réserve naturelle                 | Pays-Bas           | 330766 et 331389 | III                 | 65 km2                             | 1978     |
| Réserve naturelle de Heligoland Felssockel                         | Réserve naturelle                 | Allemagne          | 30101            | IV                  | 51,38 km2                          | 1981     |
| Réserve méridionale de Fanø                                        | Réserve                           | Danemark           | 17665            | II                  | 12 km2                             | 1964     |
| Réserve de Skallingen                                              | Réserve                           | Danemark           | 17687            | Ia                  | 11,55 km2                          | 1939     |
| Réserve de Kaergaard Klitplantage-Loevklitterne-Lyngbos            | Réserve                           | Danemark           | 17670            | II                  | 15 km2                             | 1955     |
| Réserve naturelle de Tipperne et Vaernengene                       | Réserve naturelle                 | Danemark           | 342550           |                     | 35,2 km2                           | 1936     |
| Réserve des dunes d'Husby, fjord de Veststadil                     | Réserve                           | Danemark           | 17702            | IV                  | 14,85 km2                          | 1969     |
| Isthme d'Harboøre                                                  |                                   |                    | 342596           |                     |                                    |          |
| Isthme d'Agger                                                     |                                   |                    | 342584           |                     |                                    |          |
| Réserve de Lyngby et du lac Flade                                  | Réserve                           | Danemark           | 17673            |                     |                                    |          |
| Réserve d'Hanstholm                                                | Réserve                           | Danemark           | 17691            |                     |                                    |          |
| Réserve de Bulbjerg, des dunes de Lild et de Hjardemaal            |                                   |                    | 17661            |                     |                                    |          |
| Vejlerne et Loegstoer Bredning                                     | Ramsar                            |                    | 67879            |                     |                                    |          |
| Réserve de Tranum                                                  |                                   |                    | 336101           |                     |                                    |          |
| Réserve naturelle de l'archipel Vraango                            | Réserve naturelle                 | Suède              | 32612            |                     |                                    |          |
| Réserve naturelle de Vargö                                         | Réserve naturelle                 | Suède              | 153033           |                     |                                    |          |
| Réserve naturelle de Vinga                                         | Réserve naturelle                 | Suède              | 153084           |                     |                                    |          |
| Aire de conservation de la nature d'Ersdalen                       | Aire de conservation de la nature | Suède              | 103414           |                     |                                    |          |
| Réserve naturelle de l'estuaire de Nordre alvs (les rivières nord) | Réserve naturelle                 | Suède              | 306273           |                     |                                    |          |
| Réserve naturelle de Rörö                                          | Réserve naturelle                 | Suède              | 10429            |                     |                                    |          |
| Réserve naturelle de Klaaveron                                     | Réserve naturelle                 | Suède              | 1391             |                     |                                    |          |
| Réserve naturelle de Tofta                                         | Réserve naturelle                 | Suède              | 152927           |                     |                                    |          |
| Aire de conservation de la nature de Nordön                        | Aire de conservation de la nature | Suède              | 103423           |                     |                                    |          |
| Réserve naturelle de l'archipel Pater Noster                       | Réserve naturelle                 | Suède              | 32609            |                     |                                    |          |
| Réserve naturelle d'Älgön                                          | Réserve naturelle                 | Suède              | 32582            |                     |                                    |          |
| Aire de conservation de la nature de Toftenäs                      | Aire de conservation de la nature | Suède              | 103416           |                     |                                    |          |
| Réserve naturelle d'Härön                                          | Réserve naturelle                 | Suède              | 173568           |                     |                                    |          |
| Aire de conservation de la nature du Stigfjorden                   | Aire de conservation de la nature | Suède              | 6882             |                     |                                    |          |
| Réserve naturelle d'Härmanö                                        | Réserve naturelle                 | Suède              | 32594            |                     |                                    |          |
| Réserve naturelle de Gullmarn                                      | Réserve naturelle                 | Suède              | 103419           |                     |                                    |          |
| Réserve naturelle de Haalloearkipelagen                            | Réserve naturelle                 | Suède              | 151896           |                     |                                    |          |
| Aire de conservation de la nature de Sandön                        | Aire de conservation de la nature | Suède              | 103422           |                     |                                    |          |
| Réserve naturelle de Ramsvikslandet et Tryggö                      | Réserve naturelle                 | Suède              | 152545           |                     |                                    |          |
| Réserve naturelle de Valön                                         | Réserve naturelle                 | Suède              | 153021           |                     |                                    |          |
| Réserve naturelle d'Utön                                           | Réserve naturelle                 | Suède              | 152992           |                     |                                    |          |
| Réserve naturelle du Jorefjorden                                   | Réserve naturelle                 | Suède              | 152068           |                     |                                    |          |
| Réserve naturelle de l'archipel Hjärterö                           | Réserve naturelle                 | Suède              | 151960           |                     |                                    |          |
| Aire de conservation de la nature de la côte de Tanum              | Aire de conservation de la nature | Suède              | 30804            |                     |                                    |          |
| Réserve naturelle de Kockholmen                                    | Réserve naturelle                 | Suède              | 152145           |                     |                                    |          |
| Réserve naturelle de Saltö                                         | Réserve naturelle                 | Suède              | 152625           |                     |                                    |          |
| Réserve naturelle de Långön-Nord                                   | Réserve naturelle                 | Suède              | 152221           |                     |                                    |          |
| Réserve naturelle de Kosteröarna                                   | Réserve naturelle                 | Suède              | 30762            |                     |                                    |          |

### Mer des Wadden
La mer des Wadden, partagée entre les Pays-Bas, l'Allemagne et le Danemark, contient depuis 2009 plusieurs sites inscrits sur la liste du Patrimoine mondial de l'UNESCO.
| Dénomination                             | Catégorie         | Pays & Région | Numéro Wdpa         | Classification IUCN | Superficie | Création         |
| ---------------------------------------- | ----------------- | ------------- | ------------------- | ------------------- | ---------- | ---------------- |
| Parc national de Schleswig-Holstein      | Parc national     | Allemagne     | 67963               |                     | 4 550 km2  | 1991             |
| Parc national de Hambourg                | Parc national     | Allemagne     | 67742               |                     | 117 km2    | 1992             |
| Parc national de Basse-Saxe              | Parc national     | Allemagne     | 67743 ou 11837      |                     | 2 400 km2  | 1992             |
| Parc national de la mer des Wadden       | Parc national     | Danemark      | 67900               |                     | 1 505 km2  | 1986             |
| Mer des Wadden (cumul des zones I et II) | Réserve naturelle | Pays-Bas      | 331286 331257 12754 | III                 | ~2 600 km2 | 1981, 1993, 1986 |

### Mer Baltique

#### Cattégatet les détroits du Sud
| Dénomination | Catégorie | Pays & Région | Numéro Wdpa | Classification IUCN | Superficie | Création |
| ------------ | --------- | ------------- | ----------- | ------------------- | ---------- | -------- |

### Mer de Norvège
| Dénomination | Catégorie | Pays & Région | Numéro Wdpa | Classification IUCN | Superficie | Création |
| ------------ | --------- | ------------- | ----------- | ------------------- | ---------- | -------- |

### Mer de Barents
| Dénomination | Catégorie | Pays & Région | Numéro Wdpa | Classification IUCN | Superficie | Création |
| ------------ | --------- | ------------- | ----------- | ------------------- | ---------- | -------- |

## Méditerranée
La Convention de Barcelone pour la protection du milieu marin et du littoral de Méditerranée s'est fixé en 1976, sous l’égide de l’ONU, des objectifs que les 21 États riverains de la Méditerranée et la Commission européenne s'engageaient à appliquer. Mais 20 ans après (en 2007), ces objectifs étaient encore loin d'être respectés ou atteints, en dépit des Objectifs de biodiversité d’Aichi pris par la CDB lors de la dixième Conférence des Parties (COP10, 2010). Seuls sont classés en « aires marines protégées de Méditerranée »  0,5 % de cette mer (4 % si l’on inclut le sanctuaire Pelagos) alors que 10 % sont prévus par la Convention sur la biodiversité (CBD) d’ici 2012.
Le MedPAN (réseau des gestionnaires d’Aires Marines Protégées de Méditerranée), le WWF, le Parc National de Port-Cros, l’UICN, le Centre d’Activités Régional pour les Aires Spécialement Protégées et 110 experts rassemblés pour la 1re Conférence du « Réseau des Aires Marines Protégées de Méditerranée » ont en octobre 2007 lancé un appel aux ministres des pays signataires de la Convention  pour accélérer et amplifier son application, en particulier sur la frange littorale marine et concernant les écosystèmes profonds et pélagiques.
La convention visait une protection particulière pour les espèces et habitats menacés dont l’importance est jugée vitale pour la conservation de la Méditerranée. 
Un protocole relatif aux aires marines protégées (AMP)  et aux « Aires Spécialement protégées de Méditerranée » (zones marines importantes pour la sauvegarde des ressources naturelles et des sites naturels marins) a été adopté en 1982 pour  protéger ces zones par toutes les mesures appropriées, et notamment, dans le cadre d’une gestion durable des océans et des espaces littoraux, avec si nécessaire une action rapide de restauration. 
Un nouveau protocole de la convention de Barcelone sur la gestion intégrée des zones côtières est signé à Madrid le 21 janvier 2008.
En 2016, le réseau MedPAN et le SPA/RAC publient une évaluation de l’état actuel des Aires Marines Protégées (AMP) et des Autres Mesures Spatiales de Conservation (AMSC) en Méditerranée, qui dénombre 1 215 AMP et AMSC en Méditerranée qui couvrent 17 362 km2, ce qui place 6,81% de la Méditerranée sous désignation officielle (quoique sous une grande variété de modalités de conservation, avec 54 désignations différentes).
72,77 % de la surface couverte est située en Méditerranée occidentale et 90,05 % de la superficie totale couverte par les AMP et les AMCS se trouvent dans les eaux de l’UE.
9,79 % des eaux européennes sont couvertes, principalement du fait du réseau Natura 2000 en mer, très peu restrictif. Les désignations nationales (de type parc national) représentent seulement 1,6 % de l'ensemble et les zones d’accès interdit, de non-prélèvement ou de non-pêche, à peine 0,04 % (pour 76 sites). 
La protection vise essentiellement des espaces stratégiques à haute valeur environnementale, comme les herbiers de Posidonie (39,77% sont protégés) et les communautés coralligènes méditerranéennes (32,78% couverts).
La surface des AMP est un facteur stratégique de leur efficacité. Actuellement, 65,05 % des AMP de statut national ont une surface marine inférieure à 50 km2, dont 69 sites avec une aire marine inférieure à 10 km2. Seules 46 AMP nationales ont une surface marine supérieure à 100 km2.
L'âge des AMP est un autre facteur de succès, et sur ce point les AMP de Méditerranée peuvent se prévaloir d'excellents chiffres : 78% des AMP de désignation nationale ont plus de 10 ans (âge de « maturité ») et 46 sites ont plus de 20 ans. Sur l’ensemble des AMP et AMSC, 48% ont plus de 10 ans.
Selon l’objectif 11 d’Aichi (adopté à la Convention sur la diversité biologique en octobre 2010), le but est d'arriver à au moins 10 % de la Méditerranée avec un statut de protection significatif et un plan de gestion : 

« D’ici à 2020, au moins 17 % des zones terrestres et d’eaux intérieures et 10% des zones marines et côtières, y compris les zones particulièrement importantes pour la diversité biologique et les services fournis par les écosystèmes, sont conservées au moyen de réseaux écologiquement représentatifs et bien reliés d’aires protégées gérées efficacement et équitablement et d’autres mesures de conservation efficaces par zone, et intégrées dans l’ensemble du paysage terrestre et marin. »

— « Objectif 11 d’Aichi », Convention sur la diversité biologique en octobre 2010.

### Sanctuaire international
| Dénomination       | Catégorie                                                       | Pays & Région                        | Numéro Wdpa | Classification IUCN | Superficie | Création |
| ------------------ | --------------------------------------------------------------- | ------------------------------------ | ----------- | ------------------- | ---------- | -------- |
| Sanctuaire Pelagos | Aire Spécialement Protégée d’Importance Méditerranéenne (ASPIM) | France, Italie et Monaco (haute mer) | 365015      |                     | 87 492 km2 | 2001     |

### Mer d'Alboran
| Dénomination                                  | Statut                        | Pays & Région                   | Numéro Wdpa | Classification IUCN | Superficie   | Création |
| --------------------------------------------- | ----------------------------- | ------------------------------- | ----------- | ------------------- | ------------ | -------- |
| Parc naturel du Détroit                       | Parc naturel                  | Espagne, Andalousie             | 306576      | V                   | 92,47 km2    | 2003     |
| Parc naturel des Falaises de Maro-Cerro Gordo | Parc naturel/ASPIM            | Espagne, Grenade et Malaga      | 365008      | II                  | 18,15 km2    | 2003     |
| Parc national Al Hoceima                      | Parc national/ASPIM           | Maroc, Taza-Al Hoceima-Taounate | 29969       |                     | 433,82 km2   | 2004     |
| Réserve marine de l'île Alboran               | Parc naturel & Réserve marine | Espagne                         | 306214      | IV                  | 4 260,74 km2 | 1997     |
| Îles Zaffarines                               | Refuge national de chasse     | Espagne                         | 13297       | IV                  | 3,14 km2     | 1982     |
| Parc naturel de Cabo de Gata-Níjar            | Parc naturel                  | Espagne, Andalousie             | 19041       | V                   | 260 km2      | 1987     |

### Bassin algéro-provençal
| Dénomination                                   | Catégorie                       | Pays & Région                      | Numéro Wdpa | Classification IUCN | Superficie | Création |
| ---------------------------------------------- | ------------------------------- | ---------------------------------- | ----------- | ------------------- | ---------- | -------- |
| Réserve marine du Cap de Palos                 | Réserve marine                  | Espagne, Murcie                    | 306217      | V                   | 18,98 km2  | 1995     |
| Réserve naturelle marine de l'île de Tabarca   | Réserve naturelle               | Espagne                            | 61581       | IV                  | 14,63 km2  | 1986     |
| Réserve naturelle marine du Cap San Antonio    | Réserve naturelle               | Espagne, Alicante                  | 142970      |                     | 9,67 km2   | 1993     |
| Îles Columbretes                               | Réserve marine/ASPIM            | Espagne                            | 365011      | IV                  | 44 km2     | 2001     |
| Réserve marine de Masia Blanca                 | Réserve marine                  | Espagne, Tarragone                 | 306610      | IV                  | 2,8 km2    | 1999     |
| Réserve marine de Ses Negres                   | Réserve marine                  | Espagne, Gérone                    | 151250      | IV                  | 0,42 km2   | 1993     |
| Aire marine protégée des îles Medes            | ASPIM                           | Espagne                            | 306580      | IV                  | 5,5 km2    | 1990     |
| Parc naturel régional du Cap de Creus          | Parc naturel régional/ASPIM     | Espagne, Gérone                    | 342626      |                     | 138,86 km2 | 1998     |
| Parc marin de la Côte Bleue                    | Parc marin                      | France, Provence-Alpes-Côte d'Azur | 306656      |                     | 101,68 km2 | 2004     |
| Réserve naturelle nationale de Cerbère-Banyuls | Réserve naturelle nationale     | France, Languedoc-Roussillon       | 4044        | IV                  | 6,5 km2    | 1974     |
| Parc national de Port-Cros                     | Parc national                   | France, Var                        | 663         | IV                  | 24,75 km2  | 1963     |
| Réserve de Corail Rouge                        | Réserve                         | Monaco                             | 306190      | IV                  | 0,01 km2   | 1978     |
| Réserve marine de Larvotto                     | Réserve marine                  | Monaco                             | 11709       | IV                  | 0,5 km2    | 1978     |
| Portofino                                      | Parc national                   | Italie                             | 14634       | V                   | 10,56 km2  | 1986     |
| Cinque Terre                                   | Parc national                   | Italie                             | 178784      | II                  | 38,6 km2   | 1999     |
| Réserve marine de Freus d’Eivissa              | Réserve marine                  | Espagne, Baléares                  | 306577      | IV                  | 136,17 km2 | 1999     |
| Bahia de Palma                                 |                                 | Espagne, Baléares                  |             |                     |            |          |
| Cabrera                                        | Parc national                   | Espagne, Baléares                  | 196045      | II                  | 914,2 km2  | 1991     |
| Illa del Toro                                  |                                 | Espagne, Baléares                  |             |                     |            |          |
| Illas Magrats                                  |                                 | Espagne, Baléares                  |             |                     |            |          |
| Àrea marina Platja de Migjorn (Mallorca)       | Site d'importance communautaire | Espagne, Baléares                  | 555523849   |                     | 20,46 km2  | 2006     |
| Norte Menorca                                  |                                 | Espagne, Baléares                  |             |                     |            |          |
| Réserve naturelle de Scandola                  | Réserve naturelle régionale     | France, Corse                      | 7168        | IV                  | 16,69 km2  | 1975     |
| Bouches de Bonifacio                           | Réserve naturelle régionale     | France, Corse                      | 178271      | IV                  | 794,6 km2  | 1999     |
| Asinara                                        | Parc national                   | Italie, Sardaigne                  | 100839      | II                  | 51,7 km2   | 1997     |
| Capo Caccia Isola Piana                        | Réserve marine                  | Italie, Sardaigne                  | 182732      | IV                  | 26,31 km2  | 2002     |
| Penisola Del Sinis - Isola Mal Di Ventre       | Réserve marine                  | Italie, Sardaigne                  | 13176       | IV                  | 267,03 km2 | 1997     |
| La Galite                                      | ASPIM                           | Tunisie                            | 109053      |                     | 27,15 km2  | 2001     |

### Mer Tyrrhénienne
| Dénomination                                | Catégorie         | Pays & Région     | Numéro Wdpa | Classification IUCN | Superficie | Création |
| ------------------------------------------- | ----------------- | ----------------- | ----------- | ------------------- | ---------- | -------- |
| Isolotti grossetani dell'Arcipelago Toscano | Directive oiseaux | Italie            | 555540398   |                     | 0,11 km2   | 2003     |
| Punta Campanella                            | Réserve naturelle | Italie            | 13165       | IV                  | 15,39 km2  | 1997     |
| Is. Ventotene e san Stefano                 | Réserve marine    | Italie            | 178828      | IV                  | 27,99 km2  | 1997     |
| Capo Gallo                                  | Réserve marine    | Italie, Sicile    | 182731      | IV                  | 21,73 km2  | 2002     |
| Ustica                                      | Réserve marine    | Italie, Sicile    | 16154       | IV                  | 159,51 km2 | 1986     |
| Is. Egadi                                   | Réserve marine    | Italie, Sicile    | 13170       | IV                  | 539,92 km2 | 1991     |
| Zembra et Zembretta                         | Parc national     | Tunisie           | 942         |                     | 7,91 km2   | 1977     |
| Capo Carbonara                              | Réserve marine    | Italie, Sardaigne | 178838      | IV                  | 143,61 km2 | 1998     |
| Is. Tavalora                                |                   | Italie, Sardaigne |             |                     |            |          |
| Archipelago di La Maddalena                 | Parc national     | Italie, Sardaigne | 166438      | II                  | 201,46 km2 | 1994     |

### Mer Adriatique
| Dénomination              | Catégorie         | Pays & Région | Numéro Wdpa | Classification IUCN | Superficie | Création |
| ------------------------- | ----------------- | ------------- | ----------- | ------------------- | ---------- | -------- |
| Torre Guaceto             | Réserve naturelle | Italie        | 15263       | IV                  | 22,27 km2  | 1991     |
| Ile Tremiti               | Réserve naturelle | Italie        | 13164       | IV                  | 14,66 km2  | 1989     |
| Miramare                  | Réserve naturelle | Italie        | 14691       | IV                  | 0,3 km2    | 1986     |
| Cape Madona               |                   | Slovénie      |             |                     |            |          |
| Debeli Rtic               | Monument naturel  | Slovénie      | 326335      | III                 | 0,24 km2   | 1991     |
| Naravni Rezervat Strunjan | Réserve naturelle | Slovénie      | 326403      | Ib                  | 1,24 km2   | 2004     |
| Limski Zaljev             | Réserve spéciale  | Croatie       | 15636       |                     | 4,29 km2   | 1979     |
| Brijun                    |                   | Croatie       |             |                     |            |          |
| Telascica                 |                   | Croatie       |             |                     |            |          |
| Kornati                   | Parc national     | Croatie       | 2523        |                     | 215,71 km2 | 1980     |
| Malostonski Zaljev        | Réserve spéciale  | Croatie       | 16179       |                     | 148,99 km2 | 1983     |
| Mljet                     | Parc national     | Croatie       | 2520        |                     | 52,88 km2  | 1960     |

### Mer Ionienne
| Dénomination      | Catégorie           | Pays & Région | Numéro Wdpa | Classification IUCN | Superficie | Création |
| ----------------- | ------------------- | ------------- | ----------- | ------------------- | ---------- | -------- |
| Porto Cesareo     | Réserve marine      | Italie        | 13167       | IV                  | 166,54 km2 | 1997     |
| Capo Rizzuto      | Réserve marine      | Italie        | 13168       | IV                  | 147,21 km2 | 1991     |
| Îles des Cyclopes | Réserve marine      | Italie        | 13172       | IV                  | 6,23 km2   | 1989     |
| Isole Pelagie     | Réserve naturelle   | Italie        | 182733      | IV                  | 41,36 km2  | 2002     |
| Zakynthos         | Parc national marin | Grèce         | 555527030   |                     | 69,78 km2  | 2006     |

### Mer Égée
| Dénomination   | Catégorie | Pays & Région | Numéro Wdpa | Classification IUCN | Superficie | Création |
| -------------- | --------- | ------------- | ----------- | ------------------- | ---------- | -------- |
| Alonissos      |           | Grèce         |             |                     |            |          |
| Datça Bozburun |           | Turquie       |             |                     |            |          |

### Bassin Levantin
| Dénomination      | Catégorie                       | Pays & Région | Numéro Wdpa | Classification IUCN | Superficie | Création |
| ----------------- | ------------------------------- | ------------- | ----------- | ------------------- | ---------- | -------- |
| Kekova            |                                 | Turquie       |             |                     |            |          |
| Lara Toxeftra     | site de nidification de tortues | Chypre        | 14835       | Ia                  | 1,01 km2   | 1989     |
| Ibn Hani          |                                 | Syrie         |             |                     |            |          |
| Om Al Toyour      |                                 | Syrie         |             |                     |            |          |
| Ras al Bassit     |                                 | Syrie         |             |                     |            |          |
| Palm Islands      | ASPIM                           | Liban         | 555547507   |                     | 5 km2      | 2012     |
| Yam Dor Ha-Bonim  | Réserve naturelle               | Israël        | 13744       | IV                  | 5,23 km2   | 2002     |
| Yamit Evtah Darom | Réserve naturelle               | Israël        | 317000      |                     | 0,33 km2   | 2003     |
| Yam Gador         | Réserve naturelle               | Israël        | 555651607   |                     | 0,83 km2   | 2004     |

## Mer Noire
| Dénomination                                          | Catégorie            | Pays & Région | Numéro Wdpa     | Classification IUCN | Superficie | Création |
| ----------------------------------------------------- | -------------------- | ------------- | --------------- | ------------------- | ---------- | -------- |
| Réserve de chasse d'Acarlar Golu                      | Réserve de chasse    | Turquie       | 6425            |                     | 115,76 km2 | 1977     |
| Monument naturel de Nakovo kladenche                  | Monument naturel     | Bulgarie      | 116113          | III                 | 0,01 km2   | 1980     |
| Site protégé de Silistar                              | Site protégé         | Bulgarie      | 116105          | IV                  | 7,73 km2   | 1992     |
| Monument naturel de Skalni obrazuvania                | Monument naturel     | Bulgarie      | 176610          | III                 | 0,17 km2   | 1973     |
| Monument naturel de Piasachni diuni                   | Monument naturel     | Bulgarie      | 179225 & 176976 | III                 | 0,5 km2    | 1984     |
| Monument naturel de Nos Chervenka                     | Monument naturel     | Bulgarie      | 176609          | III                 | 0,02 km2   | 1973     |
| Site protégé de Koreniata                             | Site protégé         | Bulgarie      | 176967          | III                 | 0,65 km2   | 1970     |
| Site protégé de Koketrays                             | Site protégé         | Bulgarie      | 176812          | IV                  | 7,6 km2    | 2001     |
| Station d'élevage nationale de Nesebar                | Station d'élevage    | Bulgarie      | 176796          |                     | 214,82 km2 |          |
| Monument naturel de Nos Emine                         | Monument naturel     | Bulgarie      | 176393          | III                 |            | 1976     |
| Site protégé de Smrikite                              | Site protégé         | Bulgarie      | 176784          | III                 | 0,59 km2   | 1995     |
| Monument naturel de Belite skali                      | Monument naturel     | Bulgarie      | 179232          | III                 | 0,14 km2   | 2003     |
| Réserve naturelle stricte de Kaliakra                 | Réserve naturelle    | Bulgarie      | 11561           | Ib                  | 6,875 km2  | 1941     |
| Site protégé de Yailata                               | Site protégé         | Bulgarie      | 179245          | III                 | 0,45 km2   | 2002     |
| Réserve scientifique de 2 mai                         | Réserve scientifique | Roumanie      | 63636           | Ia                  | 50 km2     | 1980     |
| Réserve naturelle des dunes marines d'Agigea          | Réserve naturelle    | Roumanie      | 9390            | IV                  | 0,25 km2   | 1939     |
| Réserve naturelle d'Istria-Sinoe                      | Réserve naturelle    | Roumanie      | 31715           | Ia                  | 3,5 km2    | 1990     |
| Réserve scientifique de Grindul Chituc                | Réserve scientifique | Roumanie      | 31717           | Ia                  | 23 km2     | 1990     |
| Réserve scientifique de Grindul Lupilor               | Réserve scientifique | Roumanie      | 31714           | Ia                  | 20,75 km2  | 1990     |
| Réserve scientifique de Capul Dolosman                | Réserve scientifique | Roumanie      | 31713           | Ia                  | 1,25 km2   | 1990     |
| Réserve scientifique du complexe Periteasca - Leahova | Réserve scientifique | Roumanie      | 31708           | Ia                  | 41,25 km2  | 1990     |

### Delta du Danube
Le Delta du Danube, le deuxième plus grand delta européen, partagé entre la Roumanie et l'Ukraine, a été classé Réserve de biosphère du delta du Danube par l'UNESCO en 1991.
| Dénomination                                   | Catégorie               | Pays & Région | Numéro Wdpa | Classification IUCN | Superficie   | Création |
| ---------------------------------------------- | ----------------------- | ------------- | ----------- | ------------------- | ------------ | -------- |
| Réserve de la biosphère du Delta du Danube     | Réserve de la biosphère | Roumanie      | 28791       | II                  | 5 762,16 km2 | 1991     |
| Réserve naturelle de Periteasca-Gura Portita   | Réserve naturelle       | Roumanie      | 11185       |                     | 39 km2       | 1961     |
| Réserve naturelle de Sahalin-Zatoane           | Réserve naturelle       | Roumanie      | 31712       | Ia                  | 242,5 km2    | 1990     |
| Réserve naturelle nationale du Delta du Danube | Réserve naturelle       | Ukraine       | 160873      |                     | 464 km2      | 1998     |

## Amérique du Nord

### Baie d'Hudson
| Dénomination                                           | Catégorie                             | Pays & Région    | Numéro Wdpa | Classification IUCN | Superficie  | Création |
| ------------------------------------------------------ | ------------------------------------- | ---------------- | ----------- | ------------------- | ----------- | -------- |
| Parc marin national Fathom Five                        | Aire marine nationale de conservation | Canada, Ontario  |             |                     | 112 km 2    | 1997     |
| Aire marine nationale de conservation du Lac-Supérieur | Aire marine nationale de conservation | Canada, Ontario  |             |                     | 10 000 km 2 | 2007     |
| Parc national Wapusk                                   | Parc national du Canada               | Canada, Manitoba |             |                     | 11 475 km 2 | 2010     |

### Côte Atlantique
| Dénomination                                           | Catégorie                             | Pays & Région                   | Numéro Wdpa | Classification IUCN | Superficie | Création |
| ------------------------------------------------------ | ------------------------------------- | ------------------------------- | ----------- | ------------------- | ---------- | -------- |
| Parc marin du Saguenay–Saint-Laurent                   | Aire marine nationale de conservation | Canada, Québec                  |             | II                  | 1 246 km2  | 1998     |
| Zone de protection marine du Gully                     | Zone de protection marine             | Canada, Nouvelle-Écosse         |             |                     | 2 364 km2  | 2004     |
| Zone de protection marine de l'Estuaire-de-la-Musquash | Zone de protection marine             | Canada, Nouveau-Brunswick       |             |                     | 11,5 km2   | 2006     |
| Zone de protection marine d'Eastport                   | Zone de protection marine             | Canada, Terre-Neuve-et-Labrador |             |                     | 2 km2      | 2005     |
| Zone de protection marine de la Baie-Gilbert           | Zone de protection marine             | Canada, Terre-Neuve-et-Labrador |             |                     | 60 km2     | 2005     |
| Zone de protection marine de Basin Head                | Zone de protection marine             | Canada, Île-du-Prince-Édouard   |             |                     | 9,46 km2   | 2005     |

### Côte Pacifique
| Dénomination                                                                             | Catégorie                             | Pays & Région                | Numéro Wdpa | Classification IUCN | Superficie | Création |
| ---------------------------------------------------------------------------------------- | ------------------------------------- | ---------------------------- | ----------- | ------------------- | ---------- | -------- |
| Zone de protection marine du Mont-Sous-Marin-Bowie                                       | Zone de protection marine             | Canada, Colombie-Britannique |             |                     | 6 131 km2  | 2008     |
| Réserve d'aire marine nationale de conservation et site du patrimoine haïda Gwaii Haanas | Aire marine nationale de conservation | Canada, Colombie-Britannique |             |                     | 3 500 km2  | 2010     |

## Mer des Caraïbes et Golfe du Mexique
| Dénomination                          | Catégorie                   | Pays & Région      | Numéro Wdpa | Classification IUCN | Superficie | Création |
| ------------------------------------- | --------------------------- | ------------------ | ----------- | ------------------- | ---------- | -------- |
| Réserve naturelle de Saint Barthélémy | Réserve naturelle nationale | France, Guadeloupe | 147314      | IV                  | 12 km2     | 1996     |
| Réserve naturelle de Saint Martin     | Réserve naturelle nationale | France, Guadeloupe | 342615      |                     | 30,6 km2   | 1998     |

## Amérique du Sud

### Côte Atlantique
| Dénomination                                                  | Catégorie                   | Pays & Région               | Numéro Wdpa | Classification IUCN | Superficie | Création |
| ------------------------------------------------------------- | --------------------------- | --------------------------- | ----------- | ------------------- | ---------- | -------- |
| Réserve naturelle de l'Île du Grand Connétable                | Réserve naturelle nationale | France, Guyane              | 147302      |                     | 78,52 km2  | 1992     |
| Parc national marin des Abrolhos contient l'Île Santa Barbara | Parc national               | Brésil, Bahia               | 81060       | II                  | 688,9 km2  | 1983     |
| Parc national marin de Fernando de Noronha                    | Parc national               | Brésil, Pernambouc          | 41087       | II                  | 112,7 km2  | 1988     |
| Atoll das Rocas                                               | Réserve biologique          | Brésil, Rio Grande do Norte | 46          | Ia                  | 362,49 km2 | 1979     |

### Pôle Sud
- Réserve naturelle de l’île Bouvet, Norvège 1125
- Aire spécialement protégée de l'île de Moe, 4783
- Aire spécialement protégée de la Northern Coronation, 14254
- Aire spécialement protégée de Southern Powell et des îles adjacentes, 4785